# Abakada
L'abakada è un alfabeto latino indigenizzato della lingua tagalog delle Filippine.
L'alfabeto, che contiene 20 lettere, fu creato da Lope K. Santos nel 1940.
L'alfabeto fu adottato ufficialmente dalla Commissione sulla lingua filippina (in filippino Surian ng Wikang Pambansâ) per essere usato come alfabeto per la lingua nazionale basata sul tagalog (Wikang Pambansâ na Batay sa Tagalog), altrimenti nota come “lingua nazionale” (filippino: Wikang Pambansâ).

## Ordine/Collazione dell'alfabeto abakada
| Forme maiuscole |   |   |   |   |   |   |   |   |   |    |   |   |   |   |   |   |   |   |   |
| A               | B | K | D | E | G | H | I | L | M | Ng | O | P | R | S | T | U | V | W | Y |
| Forme minuscole |   |   |   |   |   |   |   |   |   |    |   |   |   |   |   |   |   |   |   |
| a               | b | k | d | e | g | h | i | l | m | ng | o | p | r | s | t | u | v | w | y |

## Storia
Durante l'era pre-ispanica, l'antico tagalog era scritto usando l'alfabeto kawi o il baybayin. Il dr. José Rizal, l'eroe nazionale delle Filippine, suggerì inizialmente di indigenizzare l'alfabeto delle lingue filippine sostituendo le lettere C e Q con K.
Basato sulla proposta di indigenizzazione di Rizal, l'abakada divenne l'alfabeto della lingua tagalog e infine fu adottato dalle altre lingue delle Filippine, compreso, ma non limitato, il cebuano, l'hiligaynon e il kapampangan.
Attualmente, tutte le lingue delle Filippine potrebbero essere scritte usando l'alfabeto filippino moderno, che comprende tutte le lettere dell'alfabeto abakada.

## Relazione dell'alfabeto abakada con l'alfabeto baybayin

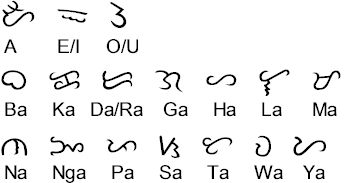
La scrittura baybayin, che comprende l'equivalente di ciascuna della 20 lettere dell'abadaka

| abakada | baybayin |
| ------- | -------- |
| A       | A        |
| B       | Ba       |
| K       | Ka       |
| D       | Da       |
| E       | E        |
| G       | Ga       |
| H       | Ha       |
| I       | I        |
| L       | La       |
| M       | Ma       |
| N       | Na       |
| Ng      | Nga      |
| O       | O        |
| P       | Pa       |
| R       | Ra       |
| S       | Sa       |
| T       | Ta       |
| U       | U        |
| W       | Wa       |
| Y       | Ya       |